# Marty Murphy
Martin Joseph Murphy Jr. (20 de setembro de 1933 - 27 de agosto de 2009) foi um desenhista de filmes e quadrinhos americano. Ficou conhecido pelo público pelo seu trabalho nos estúdios da Hanna-Barbera (The Huckleberry Hound Show e Hong Kong Phoey) e na Abelha Maia (1975).

## Carreira

### UPA e Hanna-Barbera (1958 - 1974)
Antes de trabalhar para a Alemanha, Marty Murphy chegou a trabalhar nos anos 50 e 60 nos estúdios Hanna-Barbera de William Hanna e Joseph Barbera. Naquela altura eles já tinham fechado o projeto cinematográfico das curtas metragens de Tom and Jerry, no qual eles trabalharam 18 anos a fio. Em 1958, estavam prontos para abrirem a sua própria empresa e criarem assim novos personagens, desta vez para a televisão. Marty Murphy começou a trabalhar logo na primeira animação do estúdio The Huckleberry Hound Show (1958–1962) como designer de personagens. Ele também trabalhou em personagens para UPA e em filmes de Mister Magoo (Conto de Natal de Mister Magoo, 1962; tio Sam Magoo, 1970) e The Houndcats (1972-1973). Os últimos projetos nos estúdios Hanna-Barbera foi Hong Kong Phoey (1974) e C.B. Bears (1976).

### Taurus Film/ZDF (1975 - 1979)
Marty Murphy ficou conhecido na Alemanha de língua alemã principalmente como designer de personagens e autor de storyboard de quatro séries de anime, que foram produzidas em nome da ZDF em cooperação com oo Taurus Film de Leo Kirch: Em 1975, ele criou design para animes alemães, como a Abelha Maia (1975), Pinóquio (1976) ou Alice no país das maravilhas (1983). A mais popular da peninsula ibérica foi A Abelha Maia (1975), que foi ao ar nos dois países (Portugal e Espanha) em 1978. Por isso, os personagens dessas adaptações têm designs parecidos com os desenhos animados da Hanna-Barbera.

### Outros projetos
Murphy também trabalhou para Tōkyō Movie Shinsha (TMS) na série de TV DuckTales (produzida para Disney, 1987) e no filme Little Nemo: Adventures in Slumberland (1989). Nos anos 90, ele também trabalhou novamente para Hanna-Barbera para novas versões de Tom and Jerry, trabalhando em Tom and Jerry Kids Show (produzido para FOX, 1990-1993) e para o longa-metragem Tom and Jerry: The Movie (1993).

## Morte
Marty Murphy morreu em Los Angeles em 2009.